# ناشفيل (كارولاينا الشمالية)
ناشفيل (بالإنجليزية: Nashville)‏ هي مدينة أمريكية ومركز مقاطعة ناش في ولاية كارولاينا الشمالية في الولايات المتحدة الأمريكية.

## التركيبة السكانية
حدّد مكتب تعداد الولايات المتحدة بيانات التركيبة السكانية لناشفيل في تعداد الولايات المتحدة. في ما يلي، التركيبة السكانية حسب تعدادي 2000 و2010.

### تعداد عام 2000
بلغ عدد سكان ناشفيل 4,309 نسمة بحسب تعداد عام 2000، وبلغ عدد الأسر 1,629 أسرة وعدد العائلات 1,124 عائلة مقيمة في البلدة. في حين سجلت الكثافة السكانية 354.1 نسمة لكل كيلومتر مربع (917.1/ميل2). وبلغ عدد الوحدات السكنية 1,751 وحدة بمتوسط كثافة قدره 143.9 لكل كيلومتر مربع (372.7/ميل2).
وتوزع التركيب العرقي للبلدة بنسبة 54.82% من البيض و43.10% من الأمريكيين الأفارقة و0.30% من الأمريكيين الأصليين و0.58% من الأمريكيين ذوي الأصول الآسيوية و0.60% من الأعراق الأخرى و0.60% من عرقين مختلطين أو أكثر و1.25% من الهسبانيون أو اللاتينيون من أي عرق.
بلغ عدد الأسر 1,629 أسرة كانت نسبة 36.2% منها لديها أطفال تحت سن الثامنة عشر تعيش معهم، وبلغت نسبة الأزواج القاطنين مع بعضهم البعض 48.4% من أصل المجموع الكلي للأسر، ونسبة 16.7% من الأسر كان لديها معيلات من الإناث دون وجود شريك،  بينما كانت نسبة 3.9% من الأسر لديها معيلون من الذكور دون وجود شريكة وكانت نسبة 31% من غير العائلات. تألفت نسبة 28.4% من أصل جميع الأسر من عدة أفراد يعيشون في نفس المنزل ونسبة 11.8% كانت تتألف من شخص يعيش بمفرده يبلغ من العمر 65 عاماً أو أكثر. وبلغ متوسط حجم الأسرة المعيشية 2.43، أما متوسط حجم العائلات فبلغ 2.98.
بلغ العمر الوسطي للسكان 38.1 عاماً. وكانت نسبة 23.5% من القاطنين تحت سن الثامنة عشر، وكانت نسبة 6.2% بين الثامنة عشر والرابعة والعشرين عاماً، ونسبة 27.8% كانت واقعةً في الفئة العمرية ما بين الخامسة والعشرين والرابعة والأربعين عاماً، ونسبة 21.8% كانت ما بين الخامسة والأربعين والرابعة والستين، ونسبة 12.6% كانت ضمن فئة الخامسة والستين عاماً فما فوق. يوجد لكل 100 أنثى 84.8 ذكر، ويوجد لكل 100 أنثى في الثامنة عشر من عمرها فما فوق 78.7 ذكر.
بلغ متوسط دخل الأسرة في البلدة 36,371 دولارًا، أما متوسط دخل العائلة فبلغ 44,180 دولارًا. وكان متوسط دخل الذكور 32,282 دولارًا مقابل 22,176 دولارًا للإناث. وسجل دخل الفرد الخاص بالبلدة 18,603 دولارًا. وكانت نسبة 9.5% من العائلات ونسبة 10.5% من السكان تحت خط الفقر، وكان من هؤلاء نسبة 10% تحت سن الثامنة عشر ونسبة 15.6% في الخامسة والستين من العمر وما فوق.

### تعداد عام 2010
بلغ عدد سكان ناشفيل 5,352 نسمة بحسب تعداد عام 2010، وبلغ عدد الأسر 2,207 أسرة وعدد العائلات 1,438 عائلة مقيمة في البلدة. في حين سجلت الكثافة السكانية 439.8 نسمة لكل كيلومتر مربع (1,139.1/ميل2). وبلغ عدد الوحدات السكنية 2,360 وحدة بمتوسط كثافة قدره 193.9 لكل كيلومتر مربع (502.2/ميل2).
وتوزع التركيب العرقي للبلدة بنسبة 51.23% من البيض و45.53% من الأمريكيين الأفارقة و0.60% من الأمريكيين الأصليين و0.41% من الأمريكيين ذوي الأصول الآسيوية و0.02% من سكان جزر المحيط الهادئ و0.86% من الأعراق الأخرى و1.35% من عرقين مختلطين أو أكثر و1.61% من الهسبانيون أو اللاتينيون من أي عرق.
بلغ عدد الأسر 2,207 أسرة كانت نسبة 32.3% منها لديها أطفال تحت سن الثامنة عشر تعيش معهم، وبلغت نسبة الأزواج القاطنين مع بعضهم البعض 42.8% من أصل المجموع الكلي للأسر، ونسبة 18.2% من الأسر كان لديها معيلات من الإناث دون وجود شريك،  بينما كانت نسبة 4.1% من الأسر لديها معيلون من الذكور دون وجود شريكة وكانت نسبة 34.8% من غير العائلات. تألفت نسبة 30.5% من أصل جميع الأسر من عدة أفراد يعيشون في نفس المنزل ونسبة 13.2% كانت تتألف من شخص يعيش بمفرده يبلغ من العمر 65 عاماً أو أكثر. وبلغ متوسط حجم الأسرة المعيشية 2.37، أما متوسط حجم العائلات فبلغ 2.97.
بلغ العمر الوسطي للسكان 40.1 عاماً. وكانت نسبة 23.4% من القاطنين تحت سن الثامنة عشر، وكانت نسبة 7.6% بين الثامنة عشر والرابعة والعشرين عاماً، ونسبة 25.7% كانت واقعةً في الفئة العمرية ما بين الخامسة والعشرين والرابعة والأربعين عاماً، ونسبة 27.1% كانت ما بين الخامسة والأربعين والرابعة والستين، ونسبة 16.2% كانت ضمن فئة الخامسة والستين عاماً فما فوق. وتوزع التركيب الجنسي للسكان بنسبة 46.2% ذكور و53.8% إناث.

## أعلام
- روي كوبر
- كورت فاغنر